# Хофманас, Игнас
Игнас Хофманас (лит. Ignas Hofmanas; род. 4 февраля 1984, Радвилишкский район, Литовская ССР, СССР) — литовский политический и государственный деятель, министр сельского хозяйства (с 2024).

## Биография
Родился 4 февраля 1984 года в Радвилишкском районе, Литовская ССР, СССР.
В 2002 году окончил среднюю школу в Шяуленае, а затем поступил в Каунасский технологический университет, который окончил в 2008 году, получив степень бакалавра в области прикладной физики и степень магистра по теплотехнике. В 2014 году он защитил докторскую диссертацию по энергетике и теплотехнике, получив степень доктора технических наук.
С сентября по декабрь 2009 года он был лаборантом в Академии сельского хозяйства университета Витовта Великого, а после окончания обучения стал заниматься фермерством.
12 декабря 2023 года он получил портфель министра сельского хозяйства при формировании правительства Гинтаутаса Палуцкаса. После отставки кабинета министров 4 августа 2025 года стал исполнять обязанности главы ведомства до назначения нового правительства.